# Since I Saw You Last
Since I Saw You Last er det fjerde album fra den britiske sanger og sangskriver Gary Barlow. Since I Saw You Last blev udgivet af pladeselskabet Polydor d. 27. November 2013 og er Barlows første studiealbum i fuld længde siden Twelve Months, Eleven Days fra 1999. Since I Saw You Last er Barlows bedst sælgende album med hele 702,587 solgte eksemplarer i England. Albummet modtog en 2. plads på den britiske hitliste kun overgået af One Direction’s Midnight Memories. Albummet affødte tre singler, Let Me Go der fik en 2. plads og er ifølge den britiske Radiostation Smooth Radio, Barlow bedst sælgende solo sang nogensinde. Derefter udkom singlerne Face to Face med Elton John på duet og sangen Since I Saw You Last.
Since I Saw You Last-albummet har modtaget 2x Platinium i England

## Singler
1. "Let Me Go" blev udgivet 17. november 2013 som albummets første single. Højeste britiske placering var som nr. 2 på den officielle hitliste.
2. "Face to Face" (feat. Elton John) blev udgivet 14. april 2014 som albummets anden single. Højeste britiske placering var som nr. 69 på den officielle hitliste.
3. "Since I Saw You Last" blev udgivet 13. november 2014 som albummets tredje single. Højeste britiske placering var som nr. 65 på den officielle hitliste.

## Tracklisten
1. Requiem
2. Let Me Go
3. Jump
4. Face to Face (feat. Elton John)
5. God
6. Small Town Girls
7. 6th Avenue
8. We Like to Love
9. Since I Saw You Last
10. This House
11. Dying Inside
12. More Than Life
13. Mr. Everything
14. Actress
15. The Song I’ll Never Write

## Charts
| Hitlisterne fra 2013          | Højeste placering |
| ----------------------------- | ----------------- |
| Østrig (Ö3 Austria)           | 27                |
| Belgien (Ultratop Flanderen)  | 179               |
| Croatian Albums (IFPI)        | 11                |
| Europe (Euro Digital Albums)  | 4                 |
| Tyskland (Media Control)      | 10                |
| Irland (IRMA)                 | 2                 |
| Skotske albummer (OCC)        | 1                 |
| Schweiz (Schweizer Hitparade) | 91                |
| Storbritannien (OCC)          | 2                 |